# The Wire
The Wire is een Amerikaanse televisieserie. De politiemisdaadserie liep over vijf seizoenen - die elk een eigen facet van Baltimore belichten - op de betaalzender HBO tussen 2 juni 2002 en 9 maart 2008, goed voor in totaal 60 afleveringen.

## Beoordeling
De serie haalt op IMDB een score van 9,3/10. De serie staat daarmee op de zesde plaats van beste tv-series ooit.

## Oorsprong
David Simon heeft in een interview aangegeven dat hij een politiedrama wilde creëren, gebaseerd op ervaringen van zijn co-schrijver Ed Burns als rechercheur in Baltimore. Burns ergerde zich aan de bureaucratie en corruptie in zijn politiekorps. Simon kreeg hier ook mee te maken in zijn jaren als misdaadverslaggever bij The Baltimore Sun.
Na toestemming van de burgemeester koos Simon Baltimore als locatie voor zijn serie, waar hij destijds al meer dan 20 jaar woonde. Simon koos er bewust voor de negatieve aspecten van de stad weer te geven.

## Realisme

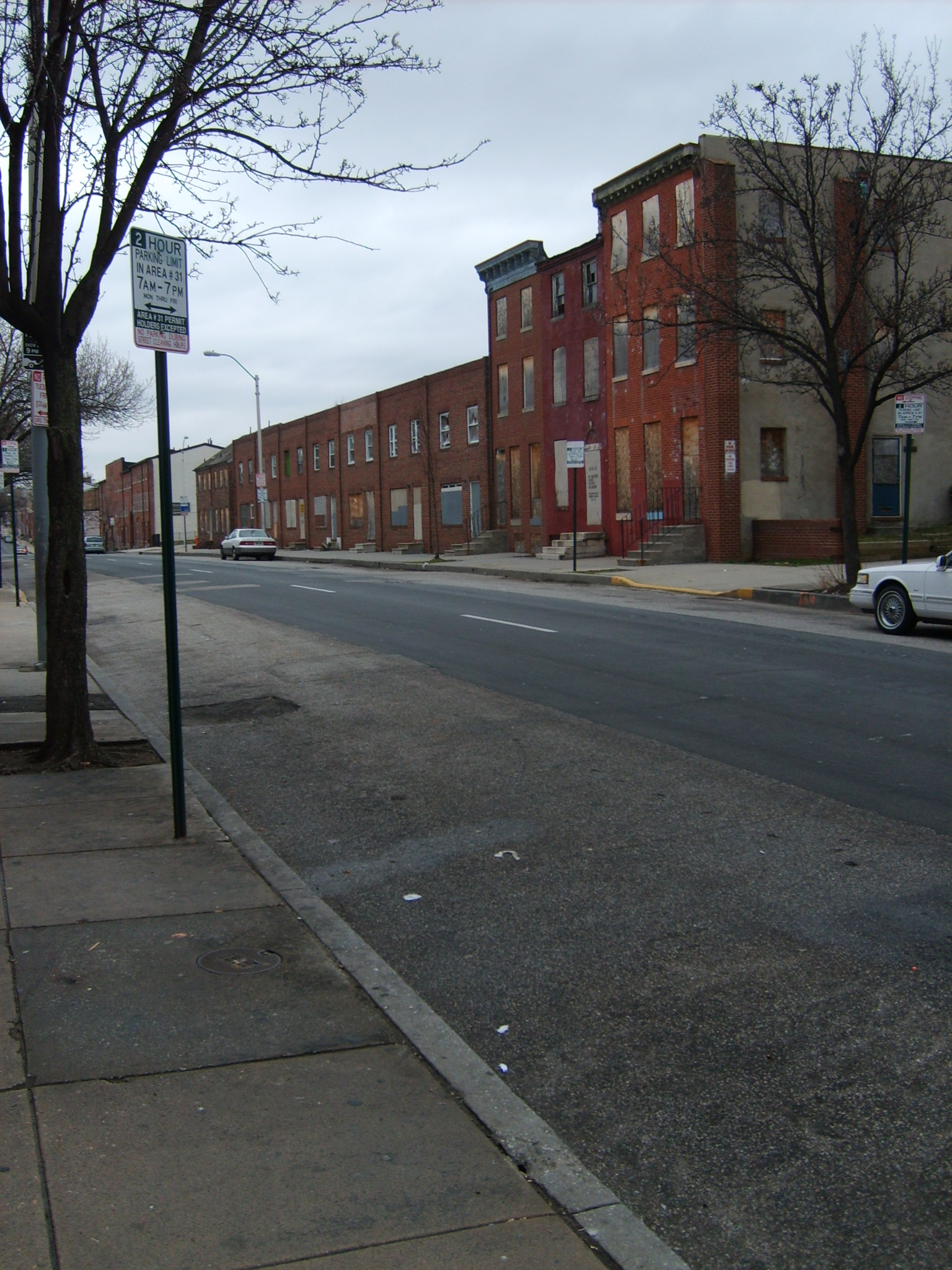
West Fayette Street in West Baltimore, waar een groot deel van The Wire zich afspeelt

De makers van The Wire proberen een zo realistisch mogelijk zicht op een aantal aspecten van een Amerikaanse stad te geven. Dit realiseerden ze door het creëren van zo realistisch mogelijke personages. David Simon (de uitvoerende producent en schrijver van de serie) zei dat veel van zijn personages gebaseerd zijn op echte inwoners van Baltimore.
De makers gaven niet toe aan de druk om de serie te vercommercialiseren. Bij de audities werden grote namen vermeden, wat zorgde voor acteurs die bijzonder natuurlijk lijken in hun rollen. Het resultaat is een aparte, rauwe kijk op misdaad en maatschappij in Baltimore. De reeks groeide uit tot het paradepaardje van HBO.
De serie draait om de politie die criminelen volgt met behulp van afluisterapparatuur, the Wire in jargon. Wat de serie onderscheidt van andere series is de gelijke aandacht voor opsporingsambtenaren én criminelen en het ontbreken van de traditionele good guys en bad guys. Eigenlijk mankeert er wel wat aan ieder personage. Bovendien krijgt de kijker sympathie voor zowel crimineel als politieman. Verder ontbreken snelle plotwisselingen met veel actie, veelal een vast onderdeel van een politieserie, nagenoeg geheel. In die zin is het ook geen politieserie, maar veel meer een sociaal drama, waarbij nadrukkelijk het falen van bepaalde zaken in de Westerse (Amerikaanse) samenleving onder de loep wordt genomen.
De burgemeester van Baltimore, Sheila Dixon, bekritiseerde de serie voor het in haar ogen overdreven kritische beeld van de stad. Later moest zijzelf terechtstaan voor diefstal en wangedrag als burgemeester van de stad.
Baltimore is een havenstad aan de Amerikaanse oostkust. De stad heeft kennelijk een gewelddadige reputatie. Uit diverse passages in de serie blijkt dat de stad een gemiddelde van bijna één moord per dag zou hebben.

## Seizoenen

### Seizoen 1
De dertien afleveringen van seizoen 1 van The Wire werden oorspronkelijk van 2 juni 2002 tot 8 september 2002 uitgezonden in Amerika. In het seizoen staat de marginalisering van de afro-amerikaanse bevolking centraal. In de serie worden vooral de fictieve "Barksdale organization", een gewelddadige drugsdealende bende uit Baltimore, en een groep detectives en politiemannen die de Barksdale organization onderzoeken gevolgd.

#### Synopsis
Het seizoen begint met een rechtszaak. D'Angelo Barksdale, verdacht van moord, wordt vrijgesproken nadat een kroongetuige haar verhaal tijdens de rechtszaak verandert. Detective Jimmy McNulty weet dat D'Angelo een neef is van Avon Barksdale, de leider van de Barksdale organization. McNulty verbaast zich over de vrijspraak. Hij vermoedt dat de kroongetuige is bedreigd door de Barksdale organization, en confronteert rechter Daniel Phelan ermee. Hij confronteert op zijn beurt de politechefs van Baltimore ermee, die met tegenzin het groene licht voor een politieonderzoek naar de Barksdale organization geven maar tegelijkertijd woedend zijn op McNulty.
Een andere getuige in de rechtszaak tegen D'Angelo wordt achteraf vermoord, en de politie vermoedt dat de Barksdale organization erachter zit. De inzet van de politie neemt toe, ze besluiten flatgebouwen waar veel drugs wordt gedeald te surveilleren om de doelen van hun onderzoek te kunnen identificeren.
Een kleine groep criminelen, met Omar Little als leider, blijft de Barksdale organization dwarszitten, door drugs en geld van ze te stelen. Bij deze roven vallen regelmatig slachtoffers, wat alleen maar voor meer aandacht en toewijding van de politie zorgt.
In de loop van de serie wordt duidelijk dat de detectives en politiemannen meer gemotiveerd zijn de Barksdale organization te vervolgen dan hun superieuren, wat voor veel frustraties zorgt. Hoofdinspecteur Cedric Daniels bevindt zich hierdoor in een lastige positie: hij probeert zo veel mogelijk zijn politiemannen tevreden te stellen maar tegelijkertijd moet hij ook aan zijn eigen carrière denken.
De detectives boeken desondanks weinig vooruitgang in hun onderzoek naar de behoedzame Barksdale organization totdat ze Wallace, een drugsdealer voor de Baltimore organization en vriend van D'Angelo, als informant weten te strikken.
De detectives komen erachter dat leden van de Barksdale organization met elkaar communiceren door munttelefoons, en besluiten die telefoons af te luisteren ("wiretap" oftewel "The Wire"). Hierdoor weten ze iemand te arresteren die een zak met zwart geld van bekende drugsdealers aan het vervoeren was. Vervolgens blijkt dat de chauffeur gerelateerd is aan senator Clay Davis, en worden ze gedwongen de meneer vrij te laten.
De Barksdale organization begint te vermoeden dat hun telefoongesprekken afgeluisterd worden, dus verbiedt ze iedereen munttelefoons te gebruiken.
Politiecommandanten zetten veel druk op de detectives en willen het onderzoek zo snel mogelijk afronden, dus besluiten de detectives een riskante undercoveroperatie uit te voeren. Een van de detectives, Kima Greggs, raakt hierbij ernstig gewond en een andere informant sterft. Hierdoor wordt de politie nog ijveriger, waardoor Avon Barksdale en onderbevelhebber Stringer Bell steeds meer vermoeden dat zij de kopstukken zijn van een politieonderzoek.
Om de burgers van Baltimore tevreden te stellen worden op verschillende locaties invallen gedaan, de grote hoeveelheid gevonden drugs wordt getoond bij een persconferentie.
De Barksdale organization verliest het vertrouwen in Wallace, en op orders van Stringer Bell wordt hij vermoord.
De detectives houden zich bezig met de kopstukken van de Barksdale organization, en weten D'Angelo te pakken te krijgen met een grote hoeveelheid drugs bij zich. Na een ondervraging door de politie, waarbij ze foto's van het lichaam van Wallace tonen, is D'Angelo bereid te getuigen tegen zijn oom Avon Barksdale en Stringer Bell.
Na een gesprek met zijn moeder verandert D'Angelo echter van gedachten en is hij bereid zelf de volledige straf uit te zitten.
Uiteindelijk lukt het de politie Avon voor relatief kleine misdrijven te vervolgen. Een ander lid van de Barksdale organization, Wee-Bey, is bereid enkele moorden op zich te nemen, waarvan sommige helemaal niet zijn werk waren. Stringer Bell wordt vrijgesproken, en wordt in plaats van Avon de leider van de Barksdale organization.
Gevolgen zijn er ook voor de politie van Baltimore. De superieuren waren niet bepaald tevreden over het verloop van het onderzoek, met name het gedrag van hun ondergeschikten. Cedric Daniels kan fluiten naar een promotie en McNulty is uit de afdeling moorden gezet.

### Seizoen 2
Seizoen 2 van The Wire bevat 12 afleveringen en was oorspronkelijk van 1 juni 2003 tot 24 augustus 2003 te zien in Amerika. In het seizoen staat het wegkwijnen van de haven van Baltimore centraal.
In dit seizoen wordt de focus op de havenarbeiders van Baltimore gelegd, evenals een geheimzinnige, internationale smokkelorganisatie, waarvan de leider alleen bekendstaat als "The Greek" (de organisatie staat onder de havenarbeiders beter bekend als "The Greeks"). De organisatie gebruikt de haven en de havenarbeiders om goederen te smokkelen en te transporteren.
In een subplot wordt de Barksdale organization het gehele seizoen gevolgd.

#### Synopsis
Jimmy McNulty moet op orders van zijn superieuren patrouilleren in de haven van Baltimore. Hij ontdekt op een dag het lichaam van een jonge vrouw. Om zijn superieuren terug te pakken, weet hij te bewijzen dat de vrouw vermoord was, waardoor zijn voormalige commandant nog een moord te onderzoeken heeft. In een container worden er nog dertien lichamen van jonge vrouwen gevonden, en McNulty denkt dat er een verband is met de vrouw in het water.
Intussen wordt politiechef Stan Valchek woedend, wanneer hij ziet dat Frank Sobotka een indrukwekkendere donatie aan een Kerk heeft gedaan dan zijn geplande donatie. Frank Sobotka is de penningmeester van de fictieve "International Brotherhood of Stevedores", een soort havenunie. Bovendien is hij een belangrijk figuur in de haven van Baltimore.
Gezien de verpauperde staat van de haven van Baltimore, vermoedt Valchek dat Sobotka niet alleen legaal zijn brood verdient. Valchek eist een politieonderzoek naar Frank Sobotka bij commissaris Burrell, een van de commissarissen die in seizoen 1 veel druk op de politiemannen zette om het onderzoek naar de Barksdale organization zo snel mogelijk af te ronden.
Nick Sobotka, de neef van Frank, en Ziggy Sobotka, de zoon van Frank, besluiten samen containers van de haven te stelen en te transporteren voor "The Greeks", wegens geldnood. Frank Sobotka probeert juist minder afhankelijk van "The Greeks" te zijn, door investeerders te zoeken. Dit gaat echter moeizaam.
Er wordt weinig vooruitgang geboekt in het onderzoek naar Frank Sobotka. Valchek heeft van zijn aanstaande schoonzoon en detective Roland Pryzbylewsky goede dingen gehoord over luitenant Cedric Daniels. Valchek eist dat Daniels zijn onderzoek leidt, en Daniels stemt onder enkele voorwaarden toe.
Frank Sobotka is teleurgesteld in zijn zoon en neef wanneer hij erachter komt dat ze goederen uit de haven smokkelen. Franks eigen connecties met "The Greek" rechtvaardigt hij als maatregelen voor het herstel van zijn noodlijdende haven.
Ondanks Franks woede blijven Nick en de naïeve Ziggy in het criminele circuit. Ziggy besluit in het oosten van Baltimore drugs te gaan dealen maar zijn onervarenheid kost hem bijna zijn leven. Frank Sobotka ergert zich steeds meer aan "The Greeks", hij wist niets van de container met de lichamen van jonge vrouwen erin, maar "The Greek" weigert er met hem over te praten. "The Greeks" verontschuldigen zich bij Frank, en beloven een drie maal zo grote beloning voor het smokkelen.
De detectives komen erachter dat elke beweging van een container in de haven elektronisch wordt geregistreerd, gestolen containers worden niet volledig geregistreerd. Het lukt de detectives een computer van dit elektronische systeem te klonen. Zo hebben ze bewezen dat Frank Sobotka betrokken is bij de veertien lichamen van jonge vrouwen, omdat de container waarin zij zaten nooit volledig geregistreerd is. Ze luisteren ook Frank Sobotka's telefoongesprekken af.
Ze ontdekken een patroon, en met name "Horseface", een havenarbeider die medeverantwoordelijk is voor de registratie van containers, lijkt veel containers niet te registreren.
Intussen verslechtert de relatie tussen D'Angelo Barksdale en Avon Barksdale in de gevangenis. D'Angelo begint zich rebelser te gedragen, en dreigt zijn banden met de Barksdale organization te verbreken. D'Angelo's moeder probeert hem nog om te praten, maar Stringer Bell heeft andere plannen. Een huurmoordenaar vermoordt D'Angelo, en laat het op een zelfmoord lijken. Stringer zegt tegen niemand dat hij D'Angelo heeft laten vermoorden.
De Barksdale organization heeft moeite stand te houden in Baltimore, de drugs zijn slecht en er wordt brutaal steeds meer territorium ingenomen door rivalen. Stringer Bell wil een deal sluiten met zijn rivaal Proposition Joe, waarmee de Barksdale organization betere drugs zou krijgen in ruil voor territorium. Avon Barksdale wil er echter niets van horen.
De detectives besluiten gesmokkelde containers te volgen, maar daardoor komen "The Greeks" en Frank Sobotka erachter dat ze door de politie in de gaten worden gehouden, en staken ze tijdelijk het smokkelen.
Stringer Bell sluit achter Avon's rug om alsnog de deal met Proposition Joe. Avon hoort in de gevangenis van anderen hoe mannen van Proposition Joe territorium van hem innemen en besluit een gevreesde huurmoordenaar in te huren. Deze huurmoordenaar verwondt de neef van Proposition Joe, wat de relatie tussen hem en Stringer Bell verslechtert.
Ziggy steelt een aantal luxe auto's uit de haven voor een lid van "The Greeks". Wanneer dit lid Ziggy's beloning met de helft verkleint, wordt Ziggy woest en vermoordt hij hem. Ziggy krijgt daarna een zenuwinzinking, Waardoor hij zichzelf aangeeft.
De politiechefs willen beginnen met het vervolgen. Frank Sobotka wordt gearresteerd, en Nick Sobotka's huis wordt doorzocht (waar ze onder andere een grote hoeveelheid drugs en geld vinden). De politie is in ruil voor Sobotka's samenwerking met de politie bereid Ziggy's celstraf te verminderen.
Via een FBI agent komen "The Greeks" erachter dat Frank wil samenwerken met de politie, en besluiten ze hem te vermoorden.
Vele drugsdealers en leden van "The Greeks" worden succesvol vervolgd, maar "The Greek" zelf en zijn onderbaas Spiros Vondas weten te vluchten. Valchek ziet het onderzoek als een succes, omdat ze (voordat hij stierf) Frank Sobotka wisten te arresteren. De detectives zijn minder positief, omdat de "The Greek" zelf vrijuit gaat.

### Seizoen 3
Seizoen 3 van The Wire bevat, net als seizoen 2, 12 afleveringen, die in Amerika van 19 september 2004 tot 19 december 2004 te zien waren. In het seizoen wordt een nieuwe, drugsdealende “Stanfield organization” geïntroduceerd, en zijn Baltimore’s politici meer in beeld. De Barksdale organization en de politie van Baltimore spelen ook een belangrijke rol in het seizoen.
Centraal in het seizoen staan de corruptie en het falende anti-drugsbeleid in de westerse wereld.

### Seizoen 4
Het vierde seizoen van The Wire bevat 13 afleveringen en was in Amerika van 10 september 2006 tot 10 december 2006 op tv te zien. Er is naast de aandacht voor de organisatie van Barksdale en de groeiende Marlo Stanfield aandacht voor andere facetten. De lokale politiek en het Amerikaanse schoolsysteem staan centraal. Enkele middelbare scholieren uit de kwetsbare groepen worden gevolgd.

### Seizoen 5
Het vijfde en laatste seizoen van The Wire bevat 10 afleveringen, die van 6 januari 2008 tot 9 maart 2008 in Amerika op tv te zien waren.
De serie blijft de Stanfield organization volgen, evenals de politie van Baltimore. Nieuw voor de serie is een fictieve redactiekamer van The Baltimore Sun.
Het seizoen schetst hoe zeer bepaalde journalistieke codes onder druk van commercie en aflopende abonnee-aantallen teloorgaan.

## Rolverdeling
Hieronder staat een lijst van acteurs met de personages uit The Wire die zij spelen. Bij ieder personage staat bovendien de eerste en laatste verschijning in de serie aangegeven. Het eerste getal geeft het seizoen weer, het getal erachter de aflevering. Onder “oorzaak” wordt kort beschreven waarom het de laatste verschijning voor een personage was.
Opmerking: sommige personages hebben gedurende de serie verschillende beroepen beoefend. Roland “Prez” Pryzbylewski bijvoorbeeld was van seizoen 1 t/m 3 een politieagent, maar na een incident met een zwarte undercoveragent diende hij zijn ontslag in en werd hij een wiskundedocent. De personages zijn ingedeeld naar hun beroep bij hun laatste verschijning, “Prez” is dus ingedeeld bij “De School”.

### Justitie & Politie
| Personage                                     | Acteur                | Eerste verschijning | Laatste verschijning | Oorzaak                                    |
| --------------------------------------------- | --------------------- | ------------------- | -------------------- | ------------------------------------------ |
| Agent James “Jimmy” McNulty                   | Dominic West          | 1.01                | 5.10                 | Einde van de serie                         |
| Kolonel Cedric Daniels                        | Lance Reddick         | 1.01                | 5.10                 | Einde van de serie                         |
| Detective Kima Greggs                         | Sonja Sohn            | 1.01                | 5.10                 | Einde van de serie                         |
| Detective William “Bunk” Moreland             | Wendell Pierce        | 1.01                | 5.10                 | Einde van de serie                         |
| Detective Lester Freamon                      | Clarke Peters         | 1.02                | 5.10                 | Einde van de serie                         |
| Brigadier Ellis Carver                        | Seth Gilliam          | 1.01                | 5.10                 | Einde van de serie                         |
| Agent Thomas “Herc” Hauk                      | Domenick Lombardozzi  | 1.01                | 5.10                 | Einde van de serie                         |
| Detective Leander Sydnor                      | Corey Parker Robinson | 1.02                | 5.10                 | Einde van de serie                         |
| Assistent-procureur Rhonda Pearlman           | Deirdre Lovejoy       | 1.01                | 5.10                 | Einde van de serie                         |
| Politiecommissaris Ervin H. Burrell           | Frankie Faison        | 1.01                | 5.04                 | Ontslagen door burgemeester Tommy Carcetti |
| Adjunct-commissaris William A. Rawls          | John Doman            | 1.01                | 5.10                 | Einde van de serie                         |
| Detective Edward Norris                       | Ed Norris             | 1.01                | 5.10                 | Einde van de serie                         |
| Brigadier Jay Landsman                        | Delaney Williams      | 1.01                | 5.10                 | Einde van de serie                         |
| Adjunct-commissaris Stanislaus “Stan” Valchek | Al Brown              | 1.03                | 5.10                 | Einde van de serie                         |
| Luitenant Dennis Mello                        | Jay Landsman          | 2.09                | 5.07                 | -                                          |
| Detective Vernon Holley                       | Brian Anthony Wilson  | 1.06                | 5.10                 | Einde van de serie                         |
| Detective Michael Crutchfield                 | Gregory Williams      | 3.08                | 5.10                 | Einde van de serie                         |
| Agent Beatrice “Beadie” Russell               | Amy Ryan              | 2.01                | 5.10                 | Einde van de serie                         |
| Officier van justitie Gary DiPasquale         | Gary D’Addario        | -                   | -                    | -                                          |
| Procureur Rupert Bond                         | Dion Graham           | 4.07                | 5.10                 | Einde van de serie                         |
| Rechter Daniel Phelan                         | Peter Gerety          | 1.01                | 5.10                 | Einde van de serie                         |
| Agent Kenneth Dozerman                        | Rick Otto             | 3.01                | 5.10                 | Einde van de serie                         |
| Agent Michael Santangelo                      | Michael Salconi       | 1.01                | 5.10                 | Einde van de serie                         |
| Agent Bobby Brown                             | Bobby Brown           | 1.01                | 5.10                 | Einde van de serie                         |
| Agent Anthony Colicchio                       | Benjamin Busch        | 3.01                | 5.04                 | Aangeklaagd wegens buitensporig geweld     |

### De Gangs
| Personage                     | Acteur              | Eerste verschijning | Laatste verschijning | Oorzaak                                                     |
| ----------------------------- | ------------------- | ------------------- | -------------------- | ----------------------------------------------------------- |
| Omar Little                   | Michael K. Williams | 1.03                | 5.08                 | Vermoord door Kenard                                        |
| Bubbles                       | Andre Royo          | 1.01                | 5.10                 | Einde van de serie                                          |
| Marlo Stanfield               | Jamie Hector        | 3.01                | 5.10                 | Einde van de serie                                          |
| Chris Partlow                 | Gbenga Akinnagbe    | 3.05                | 5.10                 | Einde van de serie                                          |
| Maurice “Maury” Levy          | Michael Kostroff    | 1.01                | 5.10                 | Einde van de serie                                          |
| Felicia “Snoop” Pearson       | Felicia Pearson     | 3.06                | 5.09                 | Vermoord door Michael Lee                                   |
| Joe “Proposition Joe” Stewart | Robert F. Chew      | 1.09                | 5.04                 | Vermoord door Chris Partlow (op orders van Marlo Stanfield) |
| Dennis “Cutty” Wise           | Chad L. Coleman     | 3.01                | 5.05                 | Gaat verder als boksinstructeur                             |
| Calvin “Cheese” Wagstaff      | Method Man          | 2.05                | 5.10                 | Vermoord door Slim Charles                                  |
| Slim Charles                  | Anwan Glover        | 3.01                | 5.10                 | Einde van de serie                                          |
| Preston “Bodie” Broadus       | JD Williams         | 1.01                | 4.13                 | Vermoord door O-Dog                                         |
| Kenard                        | Thuliso Dingwall    | 3.03                | 5.10                 | Einde van de serie                                          |
| Roland “Wee-Bey” Brice        | Hassan Johnson      | 1.01                | 5.10                 | Einde van de serie                                          |
| Avon Barksdale                | Wood Harris         | 1.01                | 5.02                 | Veroordeeld tot 25 jaar cel                                 |
| D’Angelo Barksdale            | Larry Gilliard, Jr. | 1.01                | 2.06                 | Vermoord op orders van Stringer Bell                        |
| Stringer Bell                 | Idris Elba          | 1.01                | 3.12                 | Vermoord door Omar Little en Brother Mouzone                |
| Brother Mouzone               | Michael Potts       | 2.09                | 3.12                 | Missie volbracht, terug naar huis (New York)                |
| Malik “Poot” Carr             | Tray Chaney         | 1.01                | 5.08                 | Verlaat de drugshandel                                      |
| Wallace                       | Michael B. Jordan   | 1.01                | 1.12                 | Vermoord door Poot en Bodie                                 |
| Walon                         | Steve Earle         | 1.07                | 5.10                 | Einde van de serie                                          |
| Butchie                       | S. Robert Morgan    | 2.03                | 5.03                 | Vermoord door Chris Partlow en Snoop                        |
| Monk                          | Kwame Patterson     | 4.01                | 5.10                 | Veroordeeld tot 20 jaar cel                                 |

### Journalisten
| Personage                           | Acteur            | Eerste verschijning | Laatste verschijning | Oorzaak                       |
| ----------------------------------- | ----------------- | ------------------- | -------------------- | ----------------------------- |
| Eindredacteur Augustus “Gus” Haynes | Clark Johnson     | 5.01                | 5.10                 | Einde van de serie            |
| Scott Templeton                     | Thomas McCarthy   | 5.01                | 5.10                 | Einde van de serie            |
| Alma Gutierrez                      | Michelle Paress   | 5.01                | 5.10                 | Einde van de serie            |
| Hoofdredacteur Thomas Klebanow      | David Costabile   | 5.01                | 5.10                 | Einde van de serie            |
| Hoofdredacteur James C. Whiting III | Sam Freed         | 5.01                | 5.10                 | Einde van de serie            |
| Mike Fletcher                       | Brandon Young     | 5.01                | 5.10                 | Einde van de serie            |
| Bill Zorzi                          | William F. Zorzi  | 1.03                | 5.10                 | Einde van de serie            |
| Eindredacteur Jay Spry              | Donald Neal       | 5.01                | 5.10                 | Einde van de serie            |
| Tim Phelps                          | Tom McCarthy      | 5.01                | 5.10                 | Einde van de serie            |
| Jeff Price                          | Todd Scofield     | 3.03                | 5.10                 | Einde van de serie            |
| Eindredacteurr Steven Luxenberg     | Robert Poletick   | 5.01                | 5.10                 | Einde van de serie            |
| Roger Twigg                         | Bruce Kirkpatrick | 5.01                | 5.04                 | Uitgekocht, gaat met pensioen |
| Eindredacteur Rebecca Corbett       | Kara Quick        | 5.01                | 5.10                 | Einde van de serie            |

### Politici
| Personage                                | Acteur             | Eerste verschijning | Laatste verschijning | Oorzaak                                   |
| ---------------------------------------- | ------------------ | ------------------- | -------------------- | ----------------------------------------- |
| Burgemeester Thomas “Tommy” Carcetti     | Aidan Gillen       | 3.01                | 5.10                 | Einde van de serie                        |
| Norman Wilson                            | Reg E. Cathey      | 4.01                | 5.10                 | Einde van de serie                        |
| Stafchef Michael Steintorf               | Neal Huff          | 4.12                | 5.10                 | Einde van de serie                        |
| Voormalig burgemeester Clarence V. Royce | Glynn Turman       | 3.01                | 5.05                 | Verliest herverkiezing van Tommy Carcetti |
| Senator R. Clayton “Clay” Davis          | Isiah Whitlock jr. | 1.07                | 5.09                 | -                                         |
| Odell Watkins                            | Frederick Strother | 3.01                | 5.04                 | -                                         |
| Marla Daniels                            | Maria Broom        | 1.02                | 5.10                 | Einde van de serie                        |
| Voorzitter van de raad Nerese Campbell   | Marlyne Afflack    | 4.01                | 5.10                 | Einde van de serie                        |
| Jennifer Carcetti                        | Megan Anderson     | 3.03                | 5.10                 | Einde van de serie                        |

### De Haven
| Personage                   | Acteur          | Eerste verschijning | Laatste verschijning | Oorzaak                    |
| --------------------------- | --------------- | ------------------- | -------------------- | -------------------------- |
| Frank Sobotka               | Chris Bauer     | 2.01                | 2.12                 | Vermoord door “The Greeks” |
| Nick Sobotka                | Pablo Schreiber | 2.01                | 5.06                 | -                          |
| Ziggy Sobotka               | James Ransone   | 2.01                | 2.12                 | Veroordeeld voor moord     |
| Spiros “Vondas” Vondopoulos | Paul Ben Victor | 2.01                | 5.10                 | Einde van de serie         |
| Sergei “Serge” Malatov      | Chris Ashworth  | 2.01                | 5.02                 | Gevangene                  |
| The Greek                   | Bill Raymond    | 2.01                | 5.10                 | Einde van de serie         |
| Thomas “Horseface” Pakusa   | Charlie Scalies | 2.01                | 2.12                 | Gearresteerd               |

### De School
| Personage                          | Acteur            | Eerste verschijning | Laatste verschijning | Oorzaak                                |
| ---------------------------------- | ----------------- | ------------------- | -------------------- | -------------------------------------- |
| Namond Brice                       | Julito McCullum   | 4.01                | 5.09                 | Geadopteerd door Howard “Bunny” Colvin |
| Michael Lee                        | Tristan Wilds     | 4.01                | 5.10                 | Einde van de serie                     |
| Randy Wagstaff                     | Maestro Harell    | 4.01                | 5.06                 | Blijft in opvanghuis                   |
| Duquan “Dukie” Weems               | Jermaine Crawford | 4.01                | 5.10                 | Einde van de serie                     |
| Roland “Prez” Pryzbylewski         | Jim True-Frost    | 1.02                | 5.10                 | Einde van de serie                     |
| Howard “Bunny” Colvin              | Robert Wisdom     | 2.09                | 5.09                 | Gepensioneerd                          |
| Directeur Claudell Withers         | Richard Hidlebird | 4.01                | 4.10                 | -                                      |
| Assistent directeur Marcia Donelly | Tootsie Duvall    | 4.01                | 5.10                 | Einde van de serie                     |
| Professor David Parenti            | Dan Deluca        | 4.03                | 4.13                 | -                                      |

## Ontvangst
De serie heeft nooit een Emmy, de belangrijkste tv-onderscheiding in de Verenigde Staten, in de wacht gesleept. Toch wordt de serie veelvuldig door tv-critici geprezen als de beste tv-serie ooit gemaakt. Daarbij wordt met name het realisme geprezen. Niet voor niets werkten de makers, Ed Burns en David Simon, bij de politie en het onderwijs in Baltimore (Burns) en 13 jaar als politieverslaggever bij het lokale dagblad The Baltimore Sun (Simon).
De serie heeft nooit veel commercieel succes genoten. David Simon zelf wijt dit aan de voornamelijk zwarte acteurs, complexiteit van de plot en het regelmatige gebruik van platte taal en jargon. Bovendien werd de serie in de Verenigde Staten op ongelukkige tijdstippen uitgezonden (na Sex and the City of Desperate Housewives), waardoor het verkeerde publiek bereikt werd.

### Barack Obama
Voormalig Amerikaans president Barack Obama verklaarde dat The Wire zijn favoriete televisieserie is en Omar, een homoseksueel die drugsdealers berooft, zijn favoriete personage in de televisieshow.

## Muziek
De muziek van The Wire is gebaseerd op "Way Down in the Hole", een door Tom Waits geschreven gospelnummer van de plaat Franks Wild Years van 1987. Per seizoen brengt een andere uitvoerder het nummer: respectievelijk opnames van The Blind Boys of Alabama, Tom Waits zelf, The Neville Brothers, "DoMaJe" en Steve Earle.
Tijdens de aftiteling van iedere aflevering is het nummer "The Fall", geschreven door Blake Leyh, te horen.
De muziek tijdens de afleveringen wordt verzorgd door de personages zelf, zogenaamde verhalende muziek. Zo spelen gangsters in hun auto's bijna altijd rap- of R&B-muziek, en wordt er in politiebars vaak Ierse muziek afgespeeld.